# Danh sách vua Hawaii
Vương quốc Hawaii do Kamehameha I thành lập vào năm 1795 sau khi ông chinh phục phần lớn quần đảo Hawaii. Năm 1810, Kaumualii cũng đã trở thành một chư hầu của Kamehameha I. Triều đại của ông kéo dài cho đến năm 1872, riêng vương quốc Hawaii tồn tại cho đến năm 1893, khi Nữ hoàng Liliuokalani của triều Kalākaua bị phế truất bằng một cuộc cách mạng thân Hoa Kỳ.

## Quốc vương Hawaii (1795-1893)

### Triều Kamehameha(1795-1872)
| Tên                                                      | Chân dung | Sinh | Hôn nhân                                                                                    | Mất                                                                             |
| -------------------------------------------------------- | --------- | --- | ------------------------------------------------------------------------------------------- | ------------------------------------------------------------------------------- |
| Kamehameha I mùa xuân, 1795 — 8 tháng 5 năm 1819         |           | khoảng 1758 Moʻokini Heiau, quận Kohala, đảo Hawaiʻi con trai của Keōua và Kekuʻiapoiwa                                              | khác nhau                                                                                   | 8 tháng 5 năm 1819 Kamakahonu, Kailua-Kona, quận Kona, đảo Hawaiʻi thọ 61 tuổi? |
| Kamehameha II 20 tháng 5 năm 1819 — 14 tháng 7 năm 1824  |           | khoảng 1797 Hilo, đảo Hawaiʻi con trai của Kamehameha I và Keōpūolani                                                                | (1) Kamāmalu (2) Kīnaʻu (3) Kekāuluohi (4) Kalanipauahi (5) Kekauʻōnohi (6) Kekai Haʻakulou | 14 tháng 7 năm 1824 Khách sạn Caledonia, Luân Đôn, Anh thọ 27 tuổi              |
| Kamehameha III 6 tháng 6 năm 1825 — 15 tháng 12 năm 1854 |           | 11 tháng 8 năm 1813 Vịnh Keauhou, Bắc Kona, đảo Hawaiʻi con trai của Kamehameha I và Keōpūolani                                      | Kalama Honolulu, Oʻahu 14 tháng 2 năm 1837 hai con trai                                     | 15 tháng 12 năm 1854 Honolulu, Oʻahu thọ 41 tuổi                                |
| Kamehameha IV 11 tháng 1, 1855 — 30 tháng 11 năm 1863    |           | 9 tháng 2 năm 1834 Honolulu, Oʻahu con đẻ của Kekūanāoʻa và Kīnaʻu và con hānai của Kamehameha III và Kalama                         | Emma Rooke Nhà thờ Kawaiahaʻo, Honolulu, Oʻahu 19 tháng 6 năm 1856 một con trai             | 30 tháng 11 năm 1863 Honolulu, Oʻahu thọ 29 tuổi                                |
| Kamehameha V 30 tháng 11 năm 1863 – 11 tháng 12 năm 1872 |           | 11 tháng 12 năm 1830 Honolulu, Oʻahu con đẻ của Kekūanāoʻa và Kīnaʻu và con hānai của Nāhiʻenaʻena (sau đó) Hoapili và Kaheiheimālie | Chưa từng kết hôn                                                                           | 11 tháng 12 năm 1872 Cung ʻIolani, Honolulu, Oʻahu thọ 42 tuổi                  |

### Triều Kalaimamahu(1873-1874)
| Tên                                           | Chân dung | Sinh                                                                                | Hôn nhân          | Mất                                                     |
| --------------------------------------------- | --------- | ----------------------------------------------------------------------------------- | ----------------- | ------------------------------------------------------- |
| Lunalilo 8 tháng 1, 1873 – 3 tháng 2 năm 1874 |           | 31 tháng 1, 1835 Pohukaina, Honolulu, Oʻahu con trai của Kanaʻina và Kaʻahumanu III | Chưa từng kết hôn | 3 tháng 2 năm 1874 Waikīkī, Honolulu, Oʻahu thọ 39 tuổi |

### Triều Kalākaua(1874-1893)
| Tên                                               | Chân dung | Sinh | Hôn nhân                                                                                          | Mất                                                                              |
| ------------------------------------------------- | --------- | --- | ------------------------------------------------------------------------------------------------- | -------------------------------------------------------------------------------- |
| Kalākaua 12 tháng 2 năm 1874 — 20 tháng 1, 1891   |           | 16 tháng 11 năm 1836 Honolulu, Oʻahu con đẻ của Kapaʻakea và Keohokālole và con hānai của Kinimaka và Haʻaheo | Kapiʻolani Nhà thờ Kawaiahaʻo, Honolulu, Oʻahu 19 tháng 12 năm 1863 không con cái                 | 20 tháng 1, 1891 Khách sạn Palace, San Francisco, California, Hoa Kỳ thọ 54 tuổi |
| Liliʻuokalani 29 tháng 1, 1891 – 17 tháng 1, 1893 |           | 2 tháng 9 năm 1838 Honolulu, Oʻahu con đẻ của Kapaʻakea và Keohokālole và con hānai của Pākī và Laura Kōnia   | John Owen Dominis ʻAikupika, điền trang Haleakala, Honolulu, Oʻahu 16 tháng 0, 1862 không con cái | 11 tháng 11 năm 1917 Washington Place, Honolulu, Oʻahu thọ 79 tuổi               |

## Tước hiệu
| Thời kỳ   | Tước hiệu | Dùng bởi                                                        |
| --------- | --- | --------------------------------------------------------------- |
| 1795-1852 | tiếng Hawaiian: Aliʻi Nui tiếng Việt: Vua                                                                                             | Kamehameha I, Kamehameha II, Kamehameha III                     |
| 1852-1887 | tiếng Hawaiian: Aliʻi o ko Hawaiʻi Pae ʻAina tiếng Việt: Vua của Quần đảo Hawaii                                                      | Kamehameha III, Kamehameha IV, Kamehameha V, lunalilo, Kalākaua |
| 1863-1887 | tiếng Hawaiian: Ma ka Lokomaikaʻi o ke Akua, Ke Aliʻi o ko Hawaiʻi Pae ʻAina tiếng Việt: Nhờ ơn Chúa, Vua của Quần đảo Hawaii         | Kamehameha IV, Kamehameha V, lunalilo, Kalākaua, Liliuokalani I |
| 1887-1891 | tiếng Hawaiian: Ma ka Lokomaikaʻi o ke Akua, Moʻi o ko Hawaiʻi Pae ʻAina tiếng Việt: Nhờ ơn Chúa, Vua của Quần đảo Hawaii             | Kalākaua                                                        |
| 1891-1893 | tiếng Hawaiian: Ma ka Lokomaikaʻi o ke Akua, Moʻi Wahine o ko Hawaiʻi Pae ʻAina tiếng Việt: Nhờ ơn Chúa, Nữ hoàng của Quần đảo Hawaii | Liliuokalani                                                    |

## Phả hệ
|                                         |                                         |                                         |                                         | Lonomaaikanaka                          | Lonomaaikanaka                          | Lonomaaikanaka | Lonomaaikanaka | Lonomaaikanaka                       | Lonomaaikanaka                       |                                      |                                      | Keawe II 1665–1754 Aliʻi of Hawaiʻi  | Keawe II 1665–1754 Aliʻi of Hawaiʻi  | Keawe II 1665–1754 Aliʻi of Hawaiʻi | Keawe II 1665–1754 Aliʻi of Hawaiʻi | Keawe II 1665–1754 Aliʻi of Hawaiʻi | Keawe II 1665–1754 Aliʻi of Hawaiʻi |                                 |                                 | Kalanikauleleiaiwi              | Kalanikauleleiaiwi              | Kalanikauleleiaiwi | Kalanikauleleiaiwi | Kalanikauleleiaiwi             | Kalanikauleleiaiwi             |                                |                                |                                |                                |             |             | Lonoikahaupu Aliʻi of Kauaʻi | Lonoikahaupu Aliʻi of Kauaʻi | Lonoikahaupu Aliʻi of Kauaʻi   | Lonoikahaupu Aliʻi of Kauaʻi   | Lonoikahaupu Aliʻi of Kauaʻi   | Lonoikahaupu Aliʻi of Kauaʻi   |                                |                                |         |         |                                     |                                     |                                     |                                     |                                     |                                     |  |  |  |  |  |  |  |  |
|                                         |                                         |                                         |                                         | Lonomaaikanaka                          | Lonomaaikanaka                          | Lonomaaikanaka | Lonomaaikanaka | Lonomaaikanaka                       | Lonomaaikanaka                       |                                      |                                      | Keawe II 1665–1754 Aliʻi of Hawaiʻi  | Keawe II 1665–1754 Aliʻi of Hawaiʻi  | Keawe II 1665–1754 Aliʻi of Hawaiʻi | Keawe II 1665–1754 Aliʻi of Hawaiʻi | Keawe II 1665–1754 Aliʻi of Hawaiʻi | Keawe II 1665–1754 Aliʻi of Hawaiʻi |                                 |                                 | Kalanikauleleiaiwi              | Kalanikauleleiaiwi              | Kalanikauleleiaiwi | Kalanikauleleiaiwi | Kalanikauleleiaiwi             | Kalanikauleleiaiwi             |                                |                                |                                |                                |             |             | Lonoikahaupu Aliʻi of Kauaʻi | Lonoikahaupu Aliʻi of Kauaʻi | Lonoikahaupu Aliʻi of Kauaʻi   | Lonoikahaupu Aliʻi of Kauaʻi   | Lonoikahaupu Aliʻi of Kauaʻi   | Lonoikahaupu Aliʻi of Kauaʻi   |                                |                                |         |         |                                     |                                     |                                     |                                     |                                     |                                     |  |  |  |  |  |  |  |  |
|                                         |                                         |                                         |                                         |                                         |                                         |                |                |                                      |                                      |                                      |                                      |                                      |                                      |                                     |                                     |                                     |                                     |                                 |                                 |                                 |                                 |                    |                    |                                |                                |                                |                                |                                |                                |             |             |                              |                              |                                |                                |                                |                                |                                |                                |         |         |                                     |                                     |                                     |                                     |                                     |                                     |  |  |  |  |  |  |  |  |
|                                         |                                         |                                         |                                         |                                         |                                         |                |                |                                      |                                      |                                      |                                      |                                      |                                      |                                     |                                     |                                     |                                     |                                 |                                 |                                 |                                 |                    |                    |                                |                                |                                |                                |                                |                                |             |             |                              |                              |                                |                                |                                |                                |                                |                                |         |         |                                     |                                     |                                     |                                     |                                     |                                     |  |  |  |  |  |  |  |  |
| Kaiʻinamao Aliʻi of Kaʻū                | Kaiʻinamao Aliʻi of Kaʻū                | Kaiʻinamao Aliʻi of Kaʻū                | Kaiʻinamao Aliʻi of Kaʻū                | Kaiʻinamao Aliʻi of Kaʻū                | Kaiʻinamao Aliʻi of Kaʻū                |                |                | Kamakaʻimoku                         | Kamakaʻimoku                         | Kamakaʻimoku                         | Kamakaʻimoku                         | Kamakaʻimoku                         | Kamakaʻimoku                         |                                     |                                     | Keeaumoku Nui Aliʻi of Kona         | Keeaumoku Nui Aliʻi of Kona         | Keeaumoku Nui Aliʻi of Kona     | Keeaumoku Nui Aliʻi of Kona     | Keeaumoku Nui Aliʻi of Kona     | Keeaumoku Nui Aliʻi of Kona     |                    |                    |                                |                                |                                |                                | Keawepoepoe                    | Keawepoepoe                    | Keawepoepoe | Keawepoepoe | Keawepoepoe                  | Keawepoepoe                  |                                |                                | Kanoena                        | Kanoena                        | Kanoena                        | Kanoena                        | Kanoena | Kanoena |                                     |                                     |                                     |                                     |                                     |                                     |  |  |  |  |  |  |  |  |
| Kaiʻinamao Aliʻi of Kaʻū                | Kaiʻinamao Aliʻi of Kaʻū                | Kaiʻinamao Aliʻi of Kaʻū                | Kaiʻinamao Aliʻi of Kaʻū                | Kaiʻinamao Aliʻi of Kaʻū                | Kaiʻinamao Aliʻi of Kaʻū                |                |                | Kamakaʻimoku                         | Kamakaʻimoku                         | Kamakaʻimoku                         | Kamakaʻimoku                         | Kamakaʻimoku                         | Kamakaʻimoku                         |                                     |                                     | Keeaumoku Nui Aliʻi of Kona         | Keeaumoku Nui Aliʻi of Kona         | Keeaumoku Nui Aliʻi of Kona     | Keeaumoku Nui Aliʻi of Kona     | Keeaumoku Nui Aliʻi of Kona     | Keeaumoku Nui Aliʻi of Kona     |                    |                    |                                |                                |                                |                                | Keawepoepoe                    | Keawepoepoe                    | Keawepoepoe | Keawepoepoe | Keawepoepoe                  | Keawepoepoe                  |                                |                                | Kanoena                        | Kanoena                        | Kanoena                        | Kanoena                        | Kanoena | Kanoena |                                     |                                     |                                     |                                     |                                     |                                     |  |  |  |  |  |  |  |  |
|                                         |                                         |                                         |                                         |                                         |                                         |                |                |                                      |                                      |                                      |                                      |                                      |                                      |                                     |                                     |                                     |                                     |                                 |                                 |                                 |                                 |                    |                    |                                |                                |                                |                                |                                |                                |             |             |                              |                              |                                |                                |                                |                                |                                |                                |         |         |                                     |                                     |                                     |                                     |                                     |                                     |  |  |  |  |  |  |  |  |
|                                         |                                         |                                         |                                         |                                         |                                         |                |                |                                      |                                      |                                      |                                      |                                      |                                      |                                     |                                     |                                     |                                     |                                 |                                 |                                 |                                 |                    |                    |                                |                                |                                |                                |                                |                                |             |             |                              |                              |                                |                                |                                |                                |                                |                                |         |         |                                     |                                     |                                     |                                     |                                     |                                     |  |  |  |  |  |  |  |  |
| Kalaniʻōpuʻu 1729–1782 Aliʻi of Hawaiʻi | Kalaniʻōpuʻu 1729–1782 Aliʻi of Hawaiʻi | Kalaniʻōpuʻu 1729–1782 Aliʻi of Hawaiʻi | Kalaniʻōpuʻu 1729–1782 Aliʻi of Hawaiʻi | Kalaniʻōpuʻu 1729–1782 Aliʻi of Hawaiʻi | Kalaniʻōpuʻu 1729–1782 Aliʻi of Hawaiʻi |                |                | Kaloa 1735–1790                      | Kaloa 1735–1790                      | Kaloa 1735–1790                      | Kaloa 1735–1790                      | Kaloa 1735–1790                      | Kaloa 1735–1790                      |                                     |                                     | Keōua ?–1767                        | Keōua ?–1767                        | Keōua ?–1767                    | Keōua ?–1767                    | Keōua ?–1767                    | Keōua ?–1767                    |                    |                    | Kekuiapoiwa II ?–1809          | Kekuiapoiwa II ?–1809          | Kekuiapoiwa II ?–1809          | Kekuiapoiwa II ?–1809          | Kekuiapoiwa II ?–1809          | Kekuiapoiwa II ?–1809          |             |             |                              |                              | Kamakaʻeheikuli                | Kamakaʻeheikuli                | Kamakaʻeheikuli                | Kamakaʻeheikuli                | Kamakaʻeheikuli                | Kamakaʻeheikuli                |         |         | Kameʻeiamoku ?–1802                 | Kameʻeiamoku ?–1802                 | Kameʻeiamoku ?–1802                 | Kameʻeiamoku ?–1802                 | Kameʻeiamoku ?–1802                 | Kameʻeiamoku ?–1802                 |  |  |  |  |  |  |  |  |
| Kalaniʻōpuʻu 1729–1782 Aliʻi of Hawaiʻi | Kalaniʻōpuʻu 1729–1782 Aliʻi of Hawaiʻi | Kalaniʻōpuʻu 1729–1782 Aliʻi of Hawaiʻi | Kalaniʻōpuʻu 1729–1782 Aliʻi of Hawaiʻi | Kalaniʻōpuʻu 1729–1782 Aliʻi of Hawaiʻi | Kalaniʻōpuʻu 1729–1782 Aliʻi of Hawaiʻi |                |                | Kaloa 1735–1790                      | Kaloa 1735–1790                      | Kaloa 1735–1790                      | Kaloa 1735–1790                      | Kaloa 1735–1790                      | Kaloa 1735–1790                      |                                     |                                     | Keōua ?–1767                        | Keōua ?–1767                        | Keōua ?–1767                    | Keōua ?–1767                    | Keōua ?–1767                    | Keōua ?–1767                    |                    |                    | Kekuiapoiwa II ?–1809          | Kekuiapoiwa II ?–1809          | Kekuiapoiwa II ?–1809          | Kekuiapoiwa II ?–1809          | Kekuiapoiwa II ?–1809          | Kekuiapoiwa II ?–1809          |             |             |                              |                              | Kamakaʻeheikuli                | Kamakaʻeheikuli                | Kamakaʻeheikuli                | Kamakaʻeheikuli                | Kamakaʻeheikuli                | Kamakaʻeheikuli                |         |         | Kameʻeiamoku ?–1802                 | Kameʻeiamoku ?–1802                 | Kameʻeiamoku ?–1802                 | Kameʻeiamoku ?–1802                 | Kameʻeiamoku ?–1802                 | Kameʻeiamoku ?–1802                 |  |  |  |  |  |  |  |  |
|                                         |                                         |                                         |                                         |                                         |                                         |                |                |                                      |                                      |                                      |                                      |                                      |                                      |                                     |                                     |                                     |                                     |                                 |                                 |                                 |                                 |                    |                    |                                |                                |                                |                                |                                |                                |             |             |                              |                              |                                |                                |                                |                                |                                |                                |         |         |                                     |                                     |                                     |                                     |                                     |                                     |  |  |  |  |  |  |  |  |
|                                         |                                         |                                         |                                         |                                         |                                         |                |                |                                      |                                      |                                      |                                      |                                      |                                      |                                     |                                     |                                     |                                     |                                 |                                 |                                 |                                 |                    |                    |                                |                                |                                |                                |                                |                                |             |             |                              |                              |                                |                                |                                |                                |                                |                                |         |         |                                     |                                     |                                     |                                     |                                     |                                     |  |  |  |  |  |  |  |  |
| Kiwalaʻo 1760–1782 Aliʻi of Hawaiʻi     | Kiwalaʻo 1760–1782 Aliʻi of Hawaiʻi     | Kiwalaʻo 1760–1782 Aliʻi of Hawaiʻi     | Kiwalaʻo 1760–1782 Aliʻi of Hawaiʻi     | Kiwalaʻo 1760–1782 Aliʻi of Hawaiʻi     | Kiwalaʻo 1760–1782 Aliʻi of Hawaiʻi     |                |                | Kekuʻiapoiwa Liliha 1746–1815        | Kekuʻiapoiwa Liliha 1746–1815        | Kekuʻiapoiwa Liliha 1746–1815        | Kekuʻiapoiwa Liliha 1746–1815        | Kekuʻiapoiwa Liliha 1746–1815        | Kekuʻiapoiwa Liliha 1746–1815        |                                     |                                     |                                     |                                     |                                 |                                 |                                 |                                 |                    |                    |                                |                                |                                |                                |                                |                                |             |             |                              |                              |                                |                                |                                |                                |                                |                                |         |         |                                     |                                     |                                     |                                     |                                     |                                     |  |  |  |  |  |  |  |  |
| Kiwalaʻo 1760–1782 Aliʻi of Hawaiʻi     | Kiwalaʻo 1760–1782 Aliʻi of Hawaiʻi     | Kiwalaʻo 1760–1782 Aliʻi of Hawaiʻi     | Kiwalaʻo 1760–1782 Aliʻi of Hawaiʻi     | Kiwalaʻo 1760–1782 Aliʻi of Hawaiʻi     | Kiwalaʻo 1760–1782 Aliʻi of Hawaiʻi     |                |                | Kekuʻiapoiwa Liliha 1746–1815        | Kekuʻiapoiwa Liliha 1746–1815        | Kekuʻiapoiwa Liliha 1746–1815        | Kekuʻiapoiwa Liliha 1746–1815        | Kekuʻiapoiwa Liliha 1746–1815        | Kekuʻiapoiwa Liliha 1746–1815        |                                     |                                     |                                     |                                     |                                 |                                 |                                 |                                 |                    |                    |                                |                                |                                |                                |                                |                                |             |             |                              |                              |                                |                                |                                |                                |                                |                                |         |         |                                     |                                     |                                     |                                     |                                     |                                     |  |  |  |  |  |  |  |  |
|                                         |                                         |                                         |                                         |                                         |                                         |                |                |                                      |                                      |                                      |                                      |                                      |                                      |                                     |                                     |                                     |                                     |                                 |                                 |                                 |                                 |                    |                    |                                |                                |                                |                                |                                |                                |             |             |                              |                              |                                |                                |                                |                                | Kepoʻokalani                   |                                |         |         |                                     |                                     |                                     |                                     |                                     |                                     |  |  |  |  |  |  |  |  |
|                                         |                                         |                                         |                                         |                                         |                                         |                |                |                                      |                                      |                                      |                                      |                                      |                                      |                                     |                                     |                                     |                                     |                                 |                                 |                                 |                                 |                    |                    |                                |                                |                                |                                |                                |                                |             |             |                              |                              |                                |                                |                                |                                |                                |                                |         |         |                                     |                                     |                                     |                                     |                                     |                                     |  |  |  |  |  |  |  |  |
|                                         |                                         |                                         |                                         |                                         |                                         |                |                |                                      |                                      |                                      |                                      |                                      |                                      |                                     |                                     |                                     |                                     |                                 |                                 |                                 |                                 |                    |                    |                                |                                |                                |                                |                                |                                |             |             |                              |                              |                                |                                |                                |                                |                                |                                |         |         |                                     |                                     |                                     |                                     |                                     |                                     |  |  |  |  |  |  |  |  |
|                                         |                                         |                                         |                                         |                                         |                                         |                |                |                                      |                                      |                                      |                                      |                                      |                                      |                                     |                                     |                                     |                                     |                                 |                                 |                                 |                                 |                    |                    |                                |                                |                                |                                |                                |                                |             |             |                              |                              |                                |                                |                                |                                |                                |                                |         |         |                                     |                                     |                                     |                                     |                                     |                                     |  |  |  |  |  |  |  |  |
| Keōpūolani 1778–1823                    | Keōpūolani 1778–1823                    | Keōpūolani 1778–1823                    | Keōpūolani 1778–1823                    | Keōpūolani 1778–1823                    | Keōpūolani 1778–1823                    |                |                | Kamehameha I 1758–1819 (1795–1819)   | Kamehameha I 1758–1819 (1795–1819)   | Kamehameha I 1758–1819 (1795–1819)   | Kamehameha I 1758–1819 (1795–1819)   | Kamehameha I 1758–1819 (1795–1819)   | Kamehameha I 1758–1819 (1795–1819)   |                                     |                                     | Kalākua Kaheiheimālie 1778–1823     | Kalākua Kaheiheimālie 1778–1823     | Kalākua Kaheiheimālie 1778–1823 | Kalākua Kaheiheimālie 1778–1823 | Kalākua Kaheiheimālie 1778–1823 | Kalākua Kaheiheimālie 1778–1823 |                    |                    | Kalaimamahu ?–1820             | Kalaimamahu ?–1820             | Kalaimamahu ?–1820             | Kalaimamahu ?–1820             | Kalaimamahu ?–1820             | Kalaimamahu ?–1820             |             |             |                              |                              | Kamanawa ʻŌpio 1785–1840       | Kamanawa ʻŌpio 1785–1840       | Kamanawa ʻŌpio 1785–1840       | Kamanawa ʻŌpio 1785–1840       | Kamanawa ʻŌpio 1785–1840       | Kamanawa ʻŌpio 1785–1840       |         |         | ʻAikanaka 1790–1868                 | ʻAikanaka 1790–1868                 | ʻAikanaka 1790–1868                 | ʻAikanaka 1790–1868                 | ʻAikanaka 1790–1868                 | ʻAikanaka 1790–1868                 |  |  |  |  |  |  |  |  |
| Keōpūolani 1778–1823                    | Keōpūolani 1778–1823                    | Keōpūolani 1778–1823                    | Keōpūolani 1778–1823                    | Keōpūolani 1778–1823                    | Keōpūolani 1778–1823                    |                |                | Kamehameha I 1758–1819 (1795–1819)   | Kamehameha I 1758–1819 (1795–1819)   | Kamehameha I 1758–1819 (1795–1819)   | Kamehameha I 1758–1819 (1795–1819)   | Kamehameha I 1758–1819 (1795–1819)   | Kamehameha I 1758–1819 (1795–1819)   |                                     |                                     | Kalākua Kaheiheimālie 1778–1823     | Kalākua Kaheiheimālie 1778–1823     | Kalākua Kaheiheimālie 1778–1823 | Kalākua Kaheiheimālie 1778–1823 | Kalākua Kaheiheimālie 1778–1823 | Kalākua Kaheiheimālie 1778–1823 |                    |                    | Kalaimamahu ?–1820             | Kalaimamahu ?–1820             | Kalaimamahu ?–1820             | Kalaimamahu ?–1820             | Kalaimamahu ?–1820             | Kalaimamahu ?–1820             |             |             |                              |                              | Kamanawa ʻŌpio 1785–1840       | Kamanawa ʻŌpio 1785–1840       | Kamanawa ʻŌpio 1785–1840       | Kamanawa ʻŌpio 1785–1840       | Kamanawa ʻŌpio 1785–1840       | Kamanawa ʻŌpio 1785–1840       |         |         | ʻAikanaka 1790–1868                 | ʻAikanaka 1790–1868                 | ʻAikanaka 1790–1868                 | ʻAikanaka 1790–1868                 | ʻAikanaka 1790–1868                 | ʻAikanaka 1790–1868                 |  |  |  |  |  |  |  |  |
|                                         |                                         |                                         |                                         |                                         |                                         |                |                |                                      |                                      |                                      |                                      |                                      |                                      |                                     |                                     |                                     |                                     |                                 |                                 |                                 |                                 |                    |                    |                                |                                |                                |                                |                                |                                |             |             |                              |                              |                                |                                |                                |                                |                                |                                |         |         |                                     |                                     |                                     |                                     |                                     |                                     |  |  |  |  |  |  |  |  |
|                                         |                                         |                                         |                                         |                                         |                                         |                |                |                                      |                                      |                                      |                                      |                                      |                                      |                                     |                                     |                                     |                                     |                                 |                                 |                                 |                                 |                    |                    |                                |                                |                                |                                |                                |                                |             |             |                              |                              |                                |                                |                                |                                |                                |                                |         |         |                                     |                                     |                                     |                                     |                                     |                                     |  |  |  |  |  |  |  |  |
| Kamehameha II 1797–1824 (1819–1824)     | Kamehameha II 1797–1824 (1819–1824)     | Kamehameha II 1797–1824 (1819–1824)     | Kamehameha II 1797–1824 (1819–1824)     | Kamehameha II 1797–1824 (1819–1824)     | Kamehameha II 1797–1824 (1819–1824)     |                |                | Kamehameha III 1813–1854 (1825–1854) | Kamehameha III 1813–1854 (1825–1854) | Kamehameha III 1813–1854 (1825–1854) | Kamehameha III 1813–1854 (1825–1854) | Kamehameha III 1813–1854 (1825–1854) | Kamehameha III 1813–1854 (1825–1854) |                                     |                                     | Kaʻahumanu II 1805–1839             | Kaʻahumanu II 1805–1839             | Kaʻahumanu II 1805–1839         | Kaʻahumanu II 1805–1839         | Kaʻahumanu II 1805–1839         | Kaʻahumanu II 1805–1839         |                    |                    | Kaʻahumanu III 1795–1885       | Kaʻahumanu III 1795–1885       | Kaʻahumanu III 1795–1885       | Kaʻahumanu III 1795–1885       | Kaʻahumanu III 1795–1885       | Kaʻahumanu III 1795–1885       |             |             |                              |                              | Kapaʻakea 1815–1866            | Kapaʻakea 1815–1866            | Kapaʻakea 1815–1866            | Kapaʻakea 1815–1866            | Kapaʻakea 1815–1866            | Kapaʻakea 1815–1866            |         |         | Keohokālole 1816–1869               | Keohokālole 1816–1869               | Keohokālole 1816–1869               | Keohokālole 1816–1869               | Keohokālole 1816–1869               | Keohokālole 1816–1869               |  |  |  |  |  |  |  |  |
| Kamehameha II 1797–1824 (1819–1824)     | Kamehameha II 1797–1824 (1819–1824)     | Kamehameha II 1797–1824 (1819–1824)     | Kamehameha II 1797–1824 (1819–1824)     | Kamehameha II 1797–1824 (1819–1824)     | Kamehameha II 1797–1824 (1819–1824)     |                |                | Kamehameha III 1813–1854 (1825–1854) | Kamehameha III 1813–1854 (1825–1854) | Kamehameha III 1813–1854 (1825–1854) | Kamehameha III 1813–1854 (1825–1854) | Kamehameha III 1813–1854 (1825–1854) | Kamehameha III 1813–1854 (1825–1854) |                                     |                                     | Kaʻahumanu II 1805–1839             | Kaʻahumanu II 1805–1839             | Kaʻahumanu II 1805–1839         | Kaʻahumanu II 1805–1839         | Kaʻahumanu II 1805–1839         | Kaʻahumanu II 1805–1839         |                    |                    | Kaʻahumanu III 1795–1885       | Kaʻahumanu III 1795–1885       | Kaʻahumanu III 1795–1885       | Kaʻahumanu III 1795–1885       | Kaʻahumanu III 1795–1885       | Kaʻahumanu III 1795–1885       |             |             |                              |                              | Kapaʻakea 1815–1866            | Kapaʻakea 1815–1866            | Kapaʻakea 1815–1866            | Kapaʻakea 1815–1866            | Kapaʻakea 1815–1866            | Kapaʻakea 1815–1866            |         |         | Keohokālole 1816–1869               | Keohokālole 1816–1869               | Keohokālole 1816–1869               | Keohokālole 1816–1869               | Keohokālole 1816–1869               | Keohokālole 1816–1869               |  |  |  |  |  |  |  |  |
|                                         |                                         |                                         |                                         |                                         |                                         |                |                |                                      |                                      |                                      |                                      |                                      |                                      |                                     |                                     |                                     |                                     |                                 |                                 |                                 |                                 |                    |                    |                                |                                |                                |                                |                                |                                |             |             |                              |                              |                                |                                |                                |                                |                                |                                |         |         |                                     |                                     |                                     |                                     |                                     |                                     |  |  |  |  |  |  |  |  |
|                                         |                                         |                                         |                                         |                                         |                                         |                |                |                                      |                                      |                                      |                                      |                                      |                                      |                                     |                                     |                                     |                                     |                                 |                                 |                                 |                                 |                    |                    |                                |                                |                                |                                |                                |                                |             |             |                              |                              |                                |                                |                                |                                |                                |                                |         |         |                                     |                                     |                                     |                                     |                                     |                                     |  |  |  |  |  |  |  |  |
| Kamehameha IV 1834–1863 (1855–1863)     | Kamehameha IV 1834–1863 (1855–1863)     | Kamehameha IV 1834–1863 (1855–1863)     | Kamehameha IV 1834–1863 (1855–1863)     | Kamehameha IV 1834–1863 (1855–1863)     | Kamehameha IV 1834–1863 (1855–1863)     |                |                | Kamehameha V 1830–1872 (1863–1872)   | Kamehameha V 1830–1872 (1863–1872)   | Kamehameha V 1830–1872 (1863–1872)   | Kamehameha V 1830–1872 (1863–1872)   | Kamehameha V 1830–1872 (1863–1872)   | Kamehameha V 1830–1872 (1863–1872)   |                                     |                                     | Kaʻahumanu IV 1838–1866             | Kaʻahumanu IV 1838–1866             | Kaʻahumanu IV 1838–1866         | Kaʻahumanu IV 1838–1866         | Kaʻahumanu IV 1838–1866         | Kaʻahumanu IV 1838–1866         |                    |                    | Lunalilo 1835–1874 (1873–1874) | Lunalilo 1835–1874 (1873–1874) | Lunalilo 1835–1874 (1873–1874) | Lunalilo 1835–1874 (1873–1874) | Lunalilo 1835–1874 (1873–1874) | Lunalilo 1835–1874 (1873–1874) |             |             |                              |                              | Kalākaua 1836–1891 (1874–1891) | Kalākaua 1836–1891 (1874–1891) | Kalākaua 1836–1891 (1874–1891) | Kalākaua 1836–1891 (1874–1891) | Kalākaua 1836–1891 (1874–1891) | Kalākaua 1836–1891 (1874–1891) |         |         | Liliʻuokalani 1838–1917 (1891–1893) | Liliʻuokalani 1838–1917 (1891–1893) | Liliʻuokalani 1838–1917 (1891–1893) | Liliʻuokalani 1838–1917 (1891–1893) | Liliʻuokalani 1838–1917 (1891–1893) | Liliʻuokalani 1838–1917 (1891–1893) |  |  |  |  |  |  |  |  |